# Kevin Krisch
Kevin Krisch (* 20. August 1991 in Wien) ist ein österreichischer Fußballspieler. Er spielt für Union Mauer.

## Karriere

### Verein
Krisch begann im Alter von fünf Jahren in der Jugend des SK Rapid Wien mit dem Fußballspielen. Nach zehn Jahren in den Jugendteams der Wiener wechselte er 2007 in die U-17-Mannschaft von Werder Bremen und kam in der Saison 2007/08 insgesamt 24 Mal in der U-17-Bundesliga zum Einsatz, dabei erzielte er einen Treffer. Am 23. Februar 2008 kam er im Spiel gegen den 1. FC Magdeburg auch zu einem ersten Kurzeinsatz in der A-Junioren-Bundesliga, als er in der 77. Minute eingewechselt wurde.
In den beiden kommenden Spielzeiten spielte er ausschließlich im U-19-Team von Werder Bremen und wurde insgesamt weitere 34 Mal (2 Tore) in der U-19-Bundesliga eingesetzt. In der Saison 2008/09 gewannen die Bremer die Staffel Nord/Nordost, scheiterten dann jedoch im Halbfinale am späteren deutschen Meister 1. FSV Mainz 05. In der Saison 2009/10 war Krisch Kapitän der A-Jugend-Mannschaft.
Ab der Saison 2010/11 gehört er zum Kader der U-23-Mannschaft, die in der 3. Liga spielt. Sein Profi-Debüt gab er am 24. Juli 2010 (1. Spieltag) bei der 0:1-Niederlage gegen SSV Jahn Regensburg, bei der er über die volle Spielzeit auf dem Platz stand. Am 23. Oktober 2010 (13. Spieltag) erzielte er im Spiel gegen den FC Carl Zeiss Jena den Treffer zum 1:1-Endstand.
Im Oktober 2011 erlitt Krisch im Training einen Kreuzbandriss. Damit war die Saison für ihn beendet, er bestritt kein weiteres Spiel für Werder Bremen II.
Nachdem sein auslaufender Vertrag nicht verlängert worden war, wurde Krisch von Werder Bremen am 18. Mai 2012 offiziell verabschiedet. Er ging daraufhin zurück nach Österreich und unterschrieb einen Vertrag beim TSV Hartberg.

### Nationalmannschaft
Im September 2008 wurde Krisch erstmals zur österreichischen U-18-Nationalmannschaft eingeladen und erzielte bei seinem Debüt am 16. September gegen Finnland gleich einen Treffer zum 3:1-Erfolg. Nach zwei weiteren Einsätzen wurde er von Nationaltrainer Andreas Heraf nicht mehr eingeladen, da Krisch ein Länderspiel aufgrund von Verpflichtungen im Verein absagte, was Heraf verstimmte.

## Erfolge
- 1 × Meister Regionalliga Ost: 2017
- 1 × Österreichischer Futsal-Staatsmeister: 2006[6]